# Rookie Cops
Rookie Cops (koreanischer Originaltitel: 너와 나의 경찰수업; RR: Neowa Naui Gyeongchalsueop) ist eine südkoreanische Serie, die von Studio&NEW für die Walt Disney Company umgesetzt wurde. In Südkorea fand die Premiere der Serie am 26. Januar 2022 als Original durch Disney+ via Star statt. Im deutschsprachigen Raum erfolgte die Erstveröffentlichung der Serie am 12. Oktober 2022 durch Disney+ via Star.

## Handlung
Rookie Cops begleitet eine Gruppe von Rekruten im ersten Jahr an der Eliteuniversität der südkoreanischen Polizei (KNPU), die als eine der besten und exklusivsten Universitäten in Südkorea gilt. Der Musterknabe Wi Seung-hyeon möchte in die großen Fußstapfen seines Vaters treten, welcher ein hohes Tier bei der Polizei ist. Alles scheint zunächst wie am Schnürchen zu laufen, bis er auf Go Eun-gang trifft. Fortan beginnen sich die Dinge drastisch zu verkomplizieren. Die Rekruten sehen sich neben dem harten Training und dem nicht minderen akademischen Teil auch mit zwischenmenschlichen Beziehungen und ihren eigenen hochgesteckten Träumen sowie Zielen konfrontiert. 

## Besetzung und Synchronisation
Die deutschsprachige Synchronisation entstand nach den Dialogbüchern von Yannick Forstenhäusler, Michael Herrmann, Daniel Gärtner, Florian Ruhdorfer, Julius Hasper und Andreas Jesse sowie unter der Dialogregie von Jeffrey Wipprecht durch die Synchronfirma Iyuno-SDI Group Germany in Berlin.

### Hauptdarsteller
| Rolle          | Schauspieler   | Synchronsprecher    |
| -------------- | -------------- | ------------------- |
| Wi Seung-hyeon | Kang Daniel    | Marco Eßer          |
| Go Eun-gang    | Chae Soo-bin   | Jodie Blank         |
| Kim Tak        | Lee Shin-young | Karim El Kammouchi  |
| Ki Han-na      | Park Yoo-na    | Magdalena Montasser |

### Nebendarsteller
| Rolle                | Schauspieler    | Synchronsprecher   |
| -------------------- | --------------- | ------------------ |
| Shin A-ri            | Cheon Young-min | Valentina Bonalana |
| Yoo Dae-il           | Park Sung-joon  | Konrad Bösherz     |
| Um Hyeok             | Lee Joon-woo    | Amadeus Strobl     |
| Woo Joo-yeong        | Min Do-hee      | Julia Bautz        |
| Seo Beom-joo         | Kim Woo-seok    | Jonas Frenz        |
| Cha Yoo-gon          | Kim Sang-ho     | Rainer Doering     |
| Go Yang-cheol        | Lee Moon-sik    | Tim Moeseritz      |
| Bang Hee-seon        | Choi Woo-ri     | Marieke Oeffinger  |
| Hausmeisterin        | Kang Ae-sim     | Karin David        |
| Baek Seon-yoo        | Chung Su-bin    | Nina Witt          |
| Lee Hee-sook         | Jung Young-joo  | Gundi Eberhard     |
| Kang Nam-gi          | Hyun Woo-sung   | Sebastian Kluckert |
| Kim Soon-yeong       | Seo Yi-sook     | Sabine Arnhold     |
| Kang Joo-chan        | Park Yeon-woo   | Sebastian Fitzner  |
| Choi In-sik          | Seo Bum-june    | Tom Raczko         |
| Cho Woo-yong         | Park Ji-won     | Maximilian Artajo  |
| Pyo Hyun-suk         | Kim Seung-ho    | Oliver Szerkus     |
| Wi Gi-yong           | Son Chang-min   | Bernhard Völger    |
| Kim Hyeon-soo        | Kwak Si-yang    | Ricardo Richter    |
| Go Mi-gang           | Son So-mang     | Rieke Werner       |
| Mutter von Ki Han-na | Sa Kang         | Tina Haseney       |
| Oh Sook-ja           | Ji Soo-won      | Christin Marquitan |
| Jo Han-sol           | Kim Kwon        | Max Felder         |
| Kim In-myun          | Ahn Suk-hwan    | Roman Kretschmer   |
| Lee Chang-ho         | Lee Yoon-hee    | Frank Röth         |
| Kim Ji-eun           | Yoon Cho-hee    | Noemi Ferrari      |
| Min Hae-ji           | Lee Se-mi       | Victoria Frenz     |
| Kook Han-ju          | Yang Seung-kul  | Marko Bräutigam    |
| Kim Tak (jung)       | Choi Yoon-woo   | Tobias Grimm       |
| Oma von Kim Tak      | Min Kyung-ok    | Sabine Walkenbach  |

### Gastdarsteller
| Rolle                 | Schauspieler   | Synchronsprecher  |
| --------------------- | -------------- | ----------------- |
| Go Eun-gang (jung)    | Oh Ah-rin      | Milena Rybiczka   |
| Min-yong              | Choi Jae-hyun  | Tom Ferenc        |
| Lee Myung-hoon        | Jo Han-joon    | Felix Isenbügel   |
| Reporter Kim          | Son Kyung-won  | Timo Weisschnur   |
| Lieutenant Jin        | Jo Deok-hyeon  | Rainer Fritzsche  |
| Jang-gu               | Lee Sung-woo   | Julian Tennstedt  |
| Lee Se-hyeon          | Park Sang-hoon | Christian Zeiger  |
| Oma von Lee Se-hyeon  | Park Seung-tae | Denise Gorzelanny |
| Sergeant Park         | Park Woo-jun   | Felix Würgler     |
| Lee Woo-jin           | Park No-kyeong | Dennis Sandmann   |
| Shin Eui-seok         | Jung Yeo-joon  | Jeffrey Wipprecht |
| Opa von Yoo Dae-il    | Lee Moon-soo   | Michael Tietz     |
| Chu Man-seok          | Kim Yool-ho    | Ulrich Blöcher    |
| Detective Lee         | Kim Hyun-myung | Alexander Gaida   |
| Jo Hyun-tae           | Kim Jung-soo   | Martin Schubach   |
| Park Ho-seok          | Park Gun       | Tino Kießling     |
| Han Joo-il            | Kim Sang-il    | Michael Baral     |
| Mutter von Yoo Dae-il | Kim Joo-ah     | Harriet Kracht    |
| Moderator             | Park Chul-min  | Felix Isenbügel   |
| Song Soo-hyun         | Song Soo-hyun  | Celina Borko      |

## Episodenliste
| Nr. | Deutscher Titel | Originaltitel | Erstveröffentlichung (Südkorea) | Deutschsprachige Erstveröffentlichung (D/A/CH) | Regie         | Drehbuch  |
| --- | --------------- | ------------- | ------------------------------- | ---------------------------------------------- | ------------- | --------- |
| 1   | Folge 1         | 제 1화        | 26. Jan. 2022                   | 12. Okt. 2022                                  | Kim Byung-soo | Lee Ha-na |
| 2   | Folge 2         | 제 2화        | 26. Jan. 2022                   | 12. Okt. 2022                                  | Kim Byung-soo | Lee Ha-na |
| 3   | Folge 3         | 제 3화        | 2. Feb. 2022                    | 12. Okt. 2022                                  | Kim Byung-soo | Lee Ha-na |
| 4   | Folge 4         | 제 4화        | 2. Feb. 2022                    | 12. Okt. 2022                                  | Kim Byung-soo | Lee Ha-na |
| 5   | Folge 5         | 제 5화        | 9. Feb. 2022                    | 12. Okt. 2022                                  | Kim Byung-soo | Lee Ha-na |
| 6   | Folge 6         | 제 6화        | 9. Feb. 2022                    | 12. Okt. 2022                                  | Kim Byung-soo | Lee Ha-na |
| 7   | Folge 7         | 제 7화        | 16. Feb. 2022                   | 12. Okt. 2022                                  | Kim Byung-soo | Lee Ha-na |
| 8   | Folge 8         | 제 8화        | 16. Feb. 2022                   | 12. Okt. 2022                                  | Kim Byung-soo | Lee Ha-na |
| 9   | Folge 9         | 제 9화        | 23. Feb. 2022                   | 12. Okt. 2022                                  | Kim Byung-soo | Lee Ha-na |
| 10  | Folge 10        | 제 10화       | 23. Feb. 2022                   | 12. Okt. 2022                                  | Kim Byung-soo | Lee Ha-na |
| 11  | Folge 11        | 제 11화       | 2. März 2022                    | 12. Okt. 2022                                  | Kim Byung-soo | Lee Ha-na |
| 12  | Folge 12        | 제 12화       | 2. März 2022                    | 12. Okt. 2022                                  | Kim Byung-soo | Lee Ha-na |
| 13  | Folge 13        | 제 13화       | 9. März 2022                    | 12. Okt. 2022                                  | Kim Byung-soo | Lee Ha-na |
| 14  | Folge 14        | 제 14화       | 9. März 2022                    | 12. Okt. 2022                                  | Kim Byung-soo | Lee Ha-na |
| 15  | Folge 15        | 제 15화       | 16. März 2022                   | 12. Okt. 2022                                  | Kim Byung-soo | Lee Ha-na |
| 16  | Folge 16        | 제 16화       | 16. März 2022                   | 12. Okt. 2022                                  | Kim Byung-soo | Lee Ha-na |